# 梅林站 (福岡縣)
梅林站（日语：／ Umebayashi eki */?）是一個位於日本福岡縣福岡市城南區梅林四丁目，屬於福岡市地下鐵七隈線的鐵路車站。車站編號是N05。

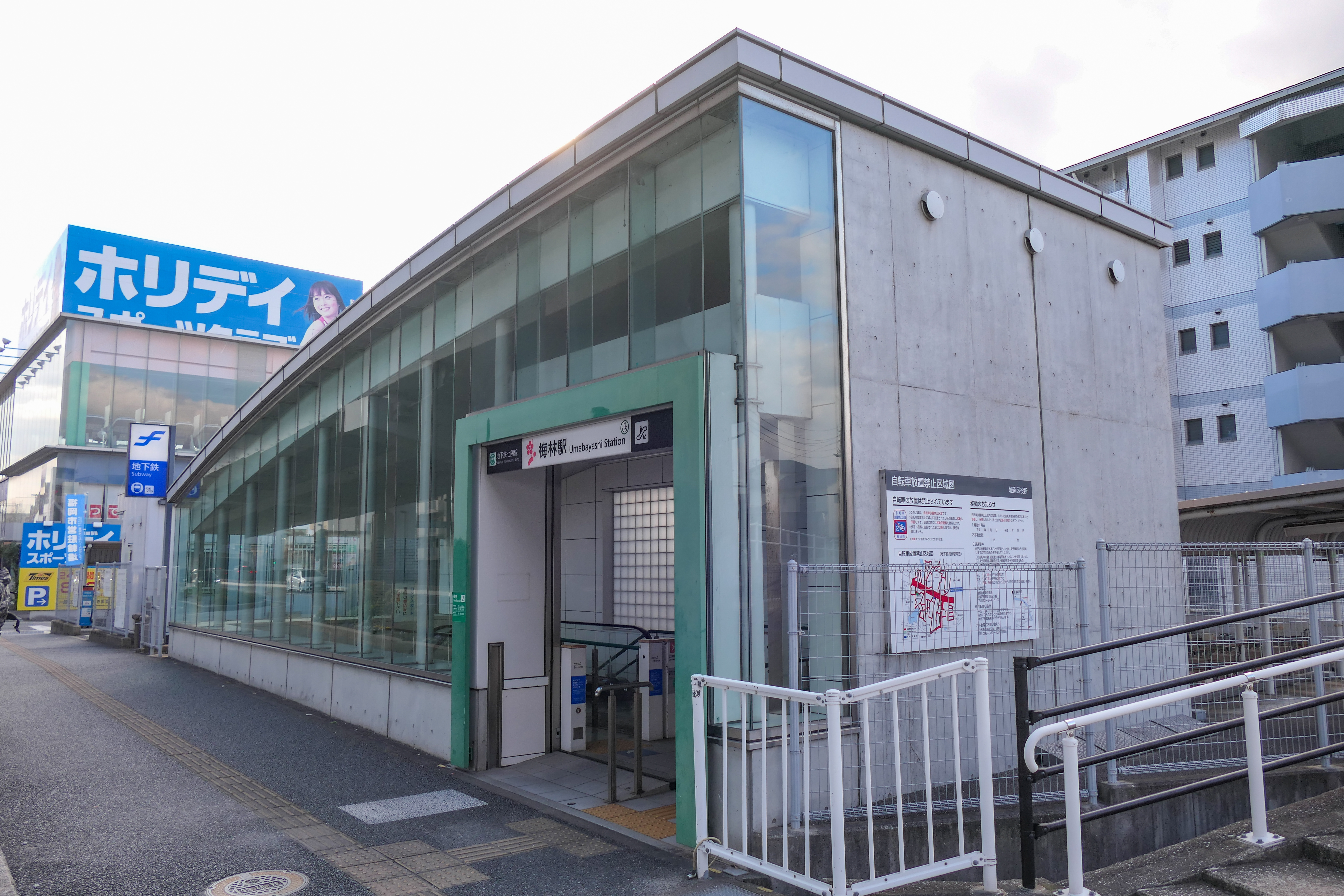
2號出入口（2022年11月）

## 歷史
- 2005年（平成17年）2月3日 - 開業。

## 車站構造

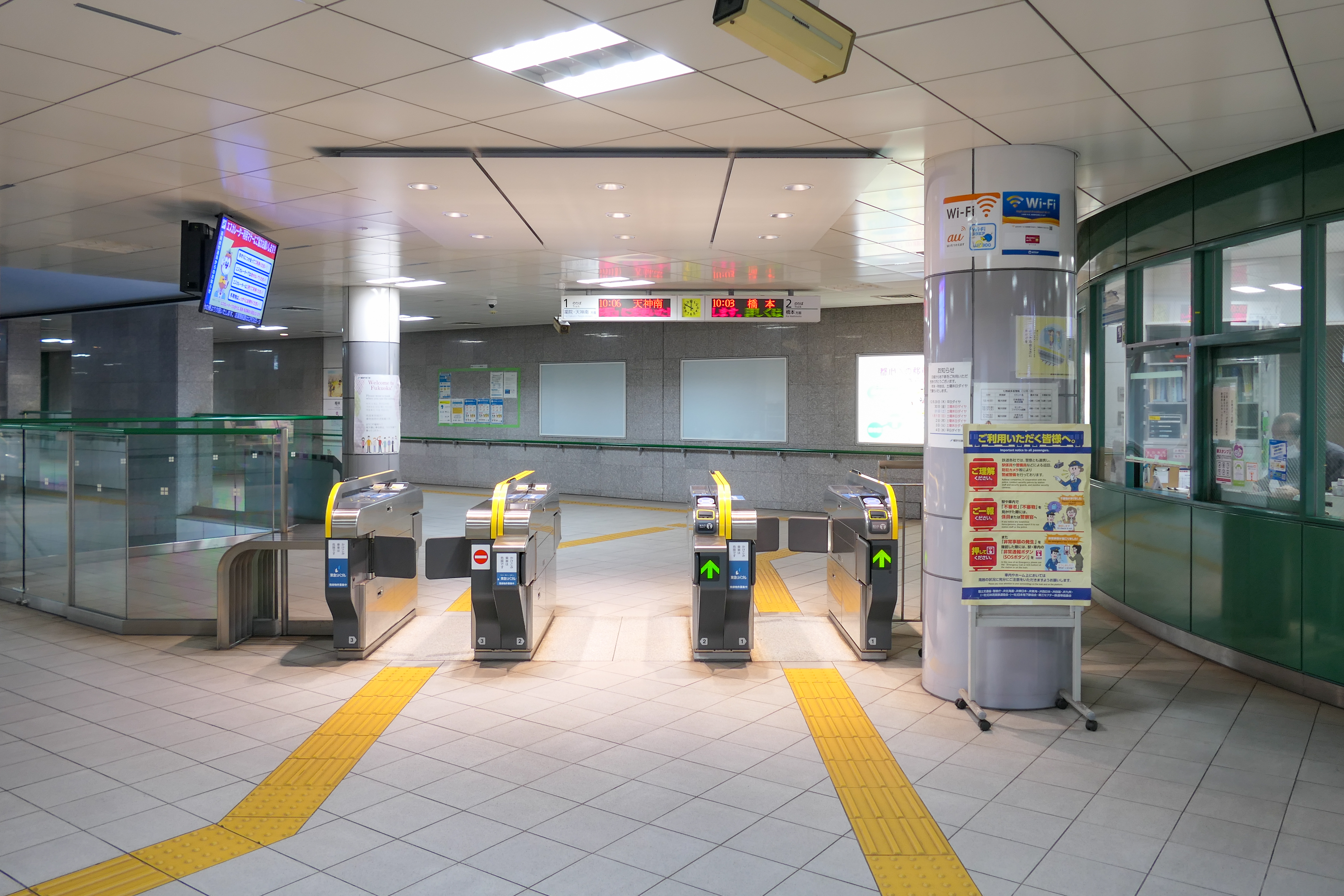
驗票口（2022年11月）

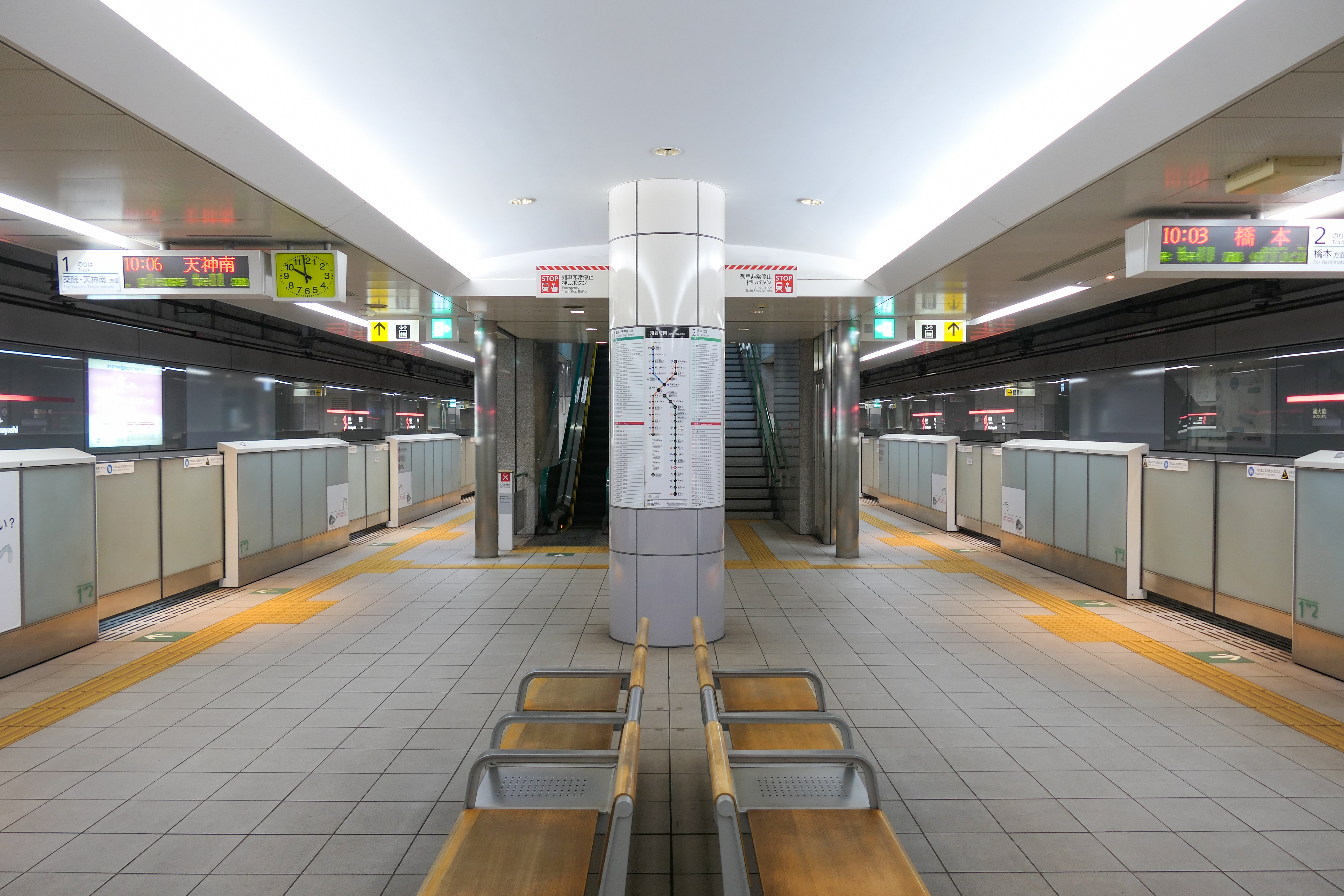
1號與2號月台（2022年11月）

|
本站為島式月台1面2線的地底車站。

### 月台配置
| 月台 | 路線   | 目的地                         |
| ---- | ------ | ------------------------------ |
| 1    | 七隈線 | 福大前、六本松、藥院、博多方向 |
| 2    | 七隈線 | 野芥、橋本方向                 |

## 利用狀況
2016年（平成28年）度的1日平均上車人次為1,508人。開業以後一直有增加傾向，但是作為七隈線車站，卻是福岡市地下鐵車站當中最少。
開業以後的1日平均上車人次推移如下表。
| 年度               | 1日平均 上車人次 |
| ------------------ | ---------------- |
| 2004年（平成16年） | 751              |
| 2005年（平成17年） | 663              |
| 2006年（平成18年） | 810              |
| 2007年（平成19年） | 919              |
| 2008年（平成20年） | 965              |
| 2009年（平成21年） | 1,058            |
| 2010年（平成22年） | 1,074            |
| 2011年（平成23年） | 1,133            |
| 2012年（平成24年） | 1,173            |
| 2013年（平成25年） | 1,251            |
| 2014年（平成26年） | 1,384            |
| 2015年（平成27年） | 1,425            |
| 2016年（平成28年） | 1,508            |

## 相鄰車站
福岡市交通局（福岡市地下鐵）
 七隈線
野芥（N04）－梅林（N05）－福大前（N06）

## 外部連結
- 福岡市地下鐵 梅林站 （页面存档备份，存于）（日語）